# Orcevia
Orcevia là một chi nhện trong họ Salticidae.